# Хонг Мјангбо
Хонг Мјангбо (кореј. 홍명보; Сеул, 12. фебруар 1969) бивши је јужнокорејски фудбалер.
Сматра се једним од најбољих азијских фудбалера свих времена. Хонг је био члан јужнокорејске репрезентације на четири Светска првенства и био је први азијски играч који је играо на четири узастопна финална турнира Светског купа. Након играчке каријере, био је селектор репрезентације Јужне Кореје. Један је од двојице азијских играча, поред Јапанца Хидетоши Накате, изабраних међу ФИФА 100 што је Пелеов избор 125 највећих живих фудбалера на свету.